# Сив кълвач
Сивият кълвач (Picus canus) е средно голяма постоянна птица от семейство Кълвачови (Picidae), малко по-малка от гугутката. Среща се и в България.

## Физически характеристики
По-дребен е от родствения зелен кълвач, с когото понякога се бърка поради зелената окраска и жълтите задни части. При сивия кълвач обаче задницата е жълтеникава и повече матова, отколкото лъскава.
Главата и вратът са сиви. Крилете достигат дължина до 15 cm. Очите са червеникави. Има тънки черни ивици около очите и брадата. Мъжкият се различава от женската по червеното петно на челото.
- Дължина на тялото: 25 – 28 cm
- Тегло: 125 – 180 g

## Ареал и биотоп
Обитава масивни широколистни и смесени гори; големи паркове, градини и гробища. Предпочита букови гори с много изсъхнала дървесина и прогнили клони, както и елхови и ясенови гори с изгнили дънери.
Ареалът обхваща предимно части от Палеарктична област – Средна, Източна и Югоизточна Европа, Северна Африка, Предна Азия, както и Ориенталска област (Южна Азия). Среща се по-рядко в по-северните части на Европа и във Франция.

## Начин на живот и хранене
Храни се с насекоми (предимно мравки и техните ларви) и паяци, както и с плодове и семена; понякога се храни от хранилки. Търси храната си по земята, по долната част на дърветата, по дънери и по изсъхнали дървета.
Сивият кълвач е отличен катерач. Изкачва се по дърветата като забива закривените си нокти в кората на дърветата и като се опира на опашните си пера прави малки скокове.
Песента на сивия кълвач наподобява тази на зеления кълвач. Тя е тънка и проточена, постепенно намаляваща: кхукхукху-кху. През пролетта може да бъде разпознат по чукането по дърветата, което е с по-голяма честота (паузи от не повече от 2 секунди) и сила от това на зеления кълвач.

## Размножаване и жизнен цикъл
Моногамна птица. Отглежда едно люпило годишно. Размножителният период е май-юни и тогава разширява територията си. Дълбае дупки с кръгъл отвор с диаметър средно 5 – 6 cm на дълбочина 9 – 13 cm в стъблата на широколистни дървета (обикновено изсъхнали или гниещи) на височина до 5 m. Понякога използва дупки на други кълвачи. Постила пода на дупката с малки трески. Женската снася от 5 до 10 бели яйца, които двамата родители мътят 14 – 17 дена. Малките стоят в гнездото около 4 седмици, а след това започват да летят. Живее до 6 години.

## Допълнителни сведения
Популациите на сивия кълвач в Средна и Източна Европа намаляват поради изсичането на вековните широколистни гори и залесяването на техните площи с иглолистна растителност, както и поради намаляването на хранителните ресурси.